# Sternschanze
Sternschanze, Hamburg-Sternschanze — dzielnica miasta Hamburg w Niemczech, w okręgu administracyjnym Altona. Powstała 1 marca 2008.